# Linochorella striiformis
Linochorella striiformis är en svampart som beskrevs av Syd. & P. Syd. 1912. Linochorella striiformis ingår i släktet Linochorella, divisionen sporsäcksvampar och riket svampar.   Inga underarter finns listade i Catalogue of Life.